# 黄巍 (企业家)
黄巍（1968年—2020年6月10日），男，北京人，中国企业家。

## 生平
1968年出生于北京。毕业于北京大学金融系，后加入星美传媒集团，2009年1月担任博纳影业副总裁。
2020年6月10日在北京市朝阳区坠楼身亡，享年52岁。